# Spartaeus spinimanus
Espèce
Synonymes
- Boethus spinimanus Thorell, 1878
- Spartaeus gracilis Thorell, 1891
- Nealces caligatus Simon, 1900
- Nealces striatipes Simon, 1900

Spartaeus spinimanus est une espèce d'araignées aranéomorphes de la famille des Salticidae.

## Distribution
Cette espèce se rencontre en Indonésie à Ambon, à Sumbawa, à Java et à Sumatra, en Malaisie au Sarawak, à Singapour et au Sri Lanka,.

## Description
Les mâles mesurent de 4,2 à 5,8 mm et les femelles de 5,4 à 6,3 mm.

## Publication originale
- Thorell, 1878 : Studi sui ragni Malesi e Papuani. II. Ragni di Amboina raccolti Prof. O. Beccari. Annali del Museo Civico di Storia Naturale di Genova, vol. 13, p. 1-317 (texte intégral).